# Styrol-Butadien-Kautschuk
Styrol-Butadien-Kautschuk (Kurzzeichen SBR, abgeleitet von englisch styrene-butadiene rubber; auch Styrol-Butadien-Copolymer, Kurzzeichen SB) ist ein Copolymer aus 1,3-Butadien und Styrol. SBR ist die am meisten hergestellte Variante des Synthesekautschuks. Im Jahr 2012 sind weltweit rund 5,4 Mio. Tonnen verbraucht worden.

## Geschichte
Styrol-Butadien-Kautschuk wurde 1926 durch die deutschen Chemiker Walter Bock und Eduard Tschunkur bei der I.G.-Farbenindustrie im Werk Leverkusen entwickelt und am 15. Januar 1927 zum Patent angemeldet. Die Wortmarke „Buna“ wurde am 11. Juli 1929 für die I.G.-Farbenindustrie geschützt. Die Herstellung mit Hilfe der Emulsionspolymerisation gelang erstmals 1929, damit war es der erste wirtschaftlich nutzbare synthetische Kautschuk. Unter dem Namen Buna-S sollte SBR die deutsche Kriegswirtschaft (1939–1945) als Teil der Heimstoff-Politik vom Import von Naturkautschuk unabhängig machen.

## Herstellung
Zur großtechnischen Herstellung wird die Emulsionspolymerisation bei 5 °C angewendet, die daher auch mit Kaltpolymerisation bezeichnet wird. Warmpolymerisation bei ca. 50 °C ergibt verzweigte Molekülketten, die den daraus gewonnenen Kautschuk weniger elastisch machen. Für den auch bei tiefen Temperaturen elastischen Gummi für Winterreifen wird dagegen Lösungspolymerisation eingesetzt. Radikalische Polymerisation ist ebenfalls möglich, wird jedoch bisher nicht großtechnisch angewandt. SBR enthält üblicherweise 23,5 % Styrol und 76,5 % Butadien. Nach der Polymerisation wird das SBR durch Vulkanisation vernetzt und bekommt dadurch seine endgültige Form.

## Eigenschaften
SBR zeigt gute Beständigkeit und wenig Quellung in anorganischen und organischen Säuren und Basen sowie in Alkoholen und Wasser. 

Es ist unempfindlich gegen Bremsflüssigkeit, wird hier aber meist durch EPDM ersetzt.
SBR ist hingegen stark quellend in Aliphaten (insbesondere Mineralöl, Schmierfett und Benzin – für diese Stoffe wird stattdessen NBR verwendet) sowie in Aromaten und Chlorkohlenwasserstoffen.
Gegen Witterungseinflüsse ist SBR beständiger als Naturkautschuk (NR), aber schlechter als z. B. Chloropren-Kautschuk (CR) und Ethylen-Propylen-Dien-Kautschuk (EPDM).
Thermischer Anwendungsbereich: ca. −40 °C bis +70 °C.

## Verwendung
SBR ist heute der meistverwendete Synthesekautschuk, der unter Verwendung verschiedener Füllerstoffe wie beispielsweise Silica in der Herstellung von Reifen – besonders der Laufflächen –, Dichtungen und Transportbändern Anwendung findet.